# Bohol de Dumarán
Bohol es un barrio rural   del municipio filipino de tercera categoría de Dumarán perteneciente a la provincia  de Paragua en Mimaro,  Región IV-B.
En 2007 Bohol contaba con 1.103 residentes.

## Geografía
La sede del municipio de Dumarán se encuentra situada en isla del mismo nombre, mientras que su término queda repartido entre esta isla, ocupando la parte suroeste de la isla y separado por el canal de Dumarán la de La Paragua, considerada continental.
Linda al noroeste con el municipio de Araceli, nordeste de la isla; al norte con la bahía de Bentouán; al sur y al este con el Mar de Joló.
La parte continental linda al suroeste con el municipio de  Roxas; y al noroeste con el municipio de Taytay.
El barrio insular de Bohol se encuentra situado en la isla de Dumarán, en el centro y al sur de la misma.
Linda al norte con el barrio de  Balogo, municipio de Araceli; al sur con la bahía de Calasag, frente al barrio del mismo nombre; al este con las bahías de Langcan, que le separa del municipio vecino de Araceli, barrio de Capanglán (Osmeña) más interior; y al oeste con el barrio de Santo Tomás.
Comprende los sitios de Langcan, de Pandacopan, de Banglen y de Bohol.

### Demografía
El barrio  de Bohol contaba  en mayo de 2010 con una población de 1.333 habitantes.

## Historia
La misión de Dumarán formaba parte de la provincia española de  Calamianes, una de las 35 del archipiélago Filipino, en la parte llamada de Visayas. Pertenecía a la audiencia territorial  y Capitanía General de Filipinas, y en lo espiritual a la diócesis de Cebú.